# حركة احتلوا
حركة احتلوا هي حركة اجتماعية وسياسية شعبوية دولية أعلنت عن معارضتها لعدم المساواة الاجتماعية والاقتصادية والافتقار الملحوظ إلى «ديمقراطية حقيقية» في جميع أنحاء العالم. كانت تهدف في المقام الأول إلى النهوض بالعدالة الاجتماعية والاقتصادية ومختلف أشكال الديمقراطية. كان للحركة العديد من المجالات المختلفة، نظرًا لأن المجموعات المحلية غالبًا ما ركزت على محاور مختلفة، لكن اهتماماتها الرئيسية تضمنت كيفية سيطرة الشركات الكبيرة (والنظام المالي العالمي) على العالم بطريقة تفيد أحد الأقليات بشكل غير متكافئ، وتقوض الديمقراطية وتسبب عدم الاستقرار.
بدأ أول احتجاج لحركة احتلوا يحظى باهتمام واسع النطاق، في حركة احتلوا وول ستريت في حديقة زوكوتي، مانهاتن السفلى، في 17 سبتمبر 2011. بحلول 9 أكتوبر، كانت احتجاجات حركة احتلوا قد وقعت أو كانت جارية في أكثر من 951 مدينة في 82 دولة، وفي أكثر من 600 مجتمع في الولايات المتحدة. على الرغم من أن الحركة كانت الأكثر نشاطًا في الولايات المتحدة، لكن بحلول أكتوبر 2011، بدأت احتجاجات الحركة في عشرات البلدان الأخرى عبر كل القارات المأهولة بالسكان. في الشهر الأول، كان قمع الشرطة العلني أقل ما يمكن، لكن ذلك بدأ يتغير بحلول 25 أكتوبر 2011، عندما حاولت الشرطة لأول مرة إبعاد حركة احتلوا أوكلاند بالقوة. بحلول نهاية عام 2011، قامت السلطات بإزالة معظم المعسكرات الرئيسية، مع إخلاء آخر المواقع رفيعة المستوى المتبقية- في واشنطن العاصمة ولندن– بحلول فبراير 2012.
استلهمت حركة احتلوا جزئيًا من الربيع العربي، ومن الحركة الخضراء الإيرانية لعام 2009، ومن حركة الغضب الإسبانية، وكذلك من الموجة العالمية الشاملة للاحتجاجات المناهضة للتقشف في عام 2010 وما تلاها. استخدمت الحركة بشكل شائع شعار «نحن الـ99%» وصيغة الهاشتاج Occupy#؛ فقد تم تنظيمه من خلال مواقع ويب مثل موقع Occupy Together الذي لم يعد موجودًا الآن. وفقًا لصحيفة واشنطن بوست، فإن الحركة، التي وصفها كورنيل ويست بأنها «صحوة ديمقراطية»، يصعب اختصارها في بعض المطالب. في 12 أكتوبر 2011، أصبح مجلس مدينة لوس أنجلوس من أوائل الهيئات الحكومية في الولايات المتحدة التي تبنت قرارًا ينص على دعمها غير الرسمي لحركة احتلوا. في أكتوبر 2012، صرح المدير التنفيذي لقسم الاستقرار المالي في بنك إنجلترا أن المتظاهرين كانوا على حق في الانتقاد وأقنعوا المصرفيين والسياسيين «بالتصرف بطريقة أكثر أخلاقية».

## بداية الاحتجاجات

### احتلوا وول ستريت
بدأت حركة احتلوا بدعوات محدودة إلى مظاهرات في منطقة وول ستريت بمدينة نيويورك الأمريكية في 17 سبتمبر 2011، وآنذاك لم تكن دعوة الاحتجاجات تشمل سوى هذه المدينة. خرجت المظاهرات بمشاركة محدودة في نيويورك طوال أسبوع منذ 17 وحتى 23 سبتمبر، لكن خلال مظاهرة في 24 سبتمبر أقيمت في ميدان يونيون ألقت الشرطة القبض على جميع المحتجين الموجودين تقريباً بتهمة عرقلة حركة المرور، والذين بلغ عددهم 80 إلى 100 شخص، وكان ذلك أول اعتقال جماعيٍّ كبير منذ بدء الاحتجاجات.
بعد هذه الاعتقالات نقلَ المتظاهرون موقع اعتصامهم إلى حديقة زوكوتي القريبة من وول ستريت، وذلك تلافياً لحدوث نفس المشكلة واتهامهم بعرقلة المرور، كما أنهم أصبحوا بمنأى عن الاعتقال لأن الحديقة يُفترض أن تظل مفتوحة 24 ساعة في اليوم، ومنذ ذلك الوقت أصبحت الحديقة المقرَّ الرئيسي للاحتجاجات.

### الاحتجاجات تعم الولايات المتحدة
مع مطلع شهر أكتوبر بدأت الاحتجاجات تتوسع وتنتشر خارج نطاق منطقة وول ستريت ومدينة نيويورك لتشمل الولايات المتحدة الأمريكية بأكملها، واتخذت الحركات الجديدة الوليدة نفس الشعار لنفسها وهو «احتلوا» مقترناً باسم المدينة التي تنشط فيها الحركة. ففي فترة أيام 1 - 7 أكتوبر وبدأت اعتصامات مفتوحة في مدن بوسطن ولوس أنجلوس وشيكاغو وفيلادلفيا وأوستن وهيوستن وتكساس وتامبا وفلوريدا وسولت ليك ومدن أخرى على غرار مظاهرات وول ستريت، وهو أمر لم يحدث قبل ذلك، واستمرَّ الاعتصام في بعض هذه المدن لأسبوع كامل قبل أن تفضه الشرطة في 8 أكتوبر.
في 9 أكتوبر صرَّحَ قادة في حركة «احتلوا وول ستريت» بأنهم أصبحوا يَملكون حركات تدعمهم وتنظم مسيرات ومظاهرات تؤيد مطالبهم في أكثر من 70 مدينة أمريكية، في إشارة إلى مقدار توسع وانتشار الحركة في الولايات المتحدة واكتسابها لدعم شعبي كبير.
في 11 أكتوبر أكد ناشطون آخرون في الاحتجاجات أن الحركة وصلت إلى 33 مدينة أمريكية، من بينها بوسطن وواشنطن اللتين اعتقل فيهما 140 متظاهراً في ذلك اليوم، بالإضافة إلى سياتل ولوس أنجلوس اللتين شهدتا مظاهرات كبيرة أيضاً. وأيضاً خرجت مظاهرات في 12 أكتوبر بمدينة سينسيناتي في ولاية أوهايو الأمريكية تحتَ شعار «احتلوا سينسيناتي». وبذلك فبنهاية النصف الأول من شهر أكتوبر كانت احتجاجات حركة احتلوا قد عمَّت الولايات المتحدة ومعظم مدنها الكبيرة، وأصبحت فعاليتها شبه يومية في البلاد.

### احتجاجات 15 أكتوبر
بدأ مخططو حركة «احتلوا وول ستريت» منذ 8 أكتوبر بالدَّعوة إلى تفجير المظاهرات في جميع مدن العالم وعواصمه في يوم السبت 15 أكتوبر توسيعاً لدائرة الاحتجاجات، وذلك بعد أن أصدروا بياناً طالبوا فيه بانتفاض الشعوب ضد الحكومات ورؤوس المال والاقتصاد لأنهم «لا يمثلونهم»، وضمن دعوتهم هذه وضعوا قائمة تضمُّ 950 مدينة في 82 دولة حول العالم كمواقع مقترحة للتظاهر فيها بالتاريخ المحدد، وكانت هذه أوَّل مرة يُدعى فيها إلى إقامة المظاهرات خارج نطاق الولايات المتحدة.

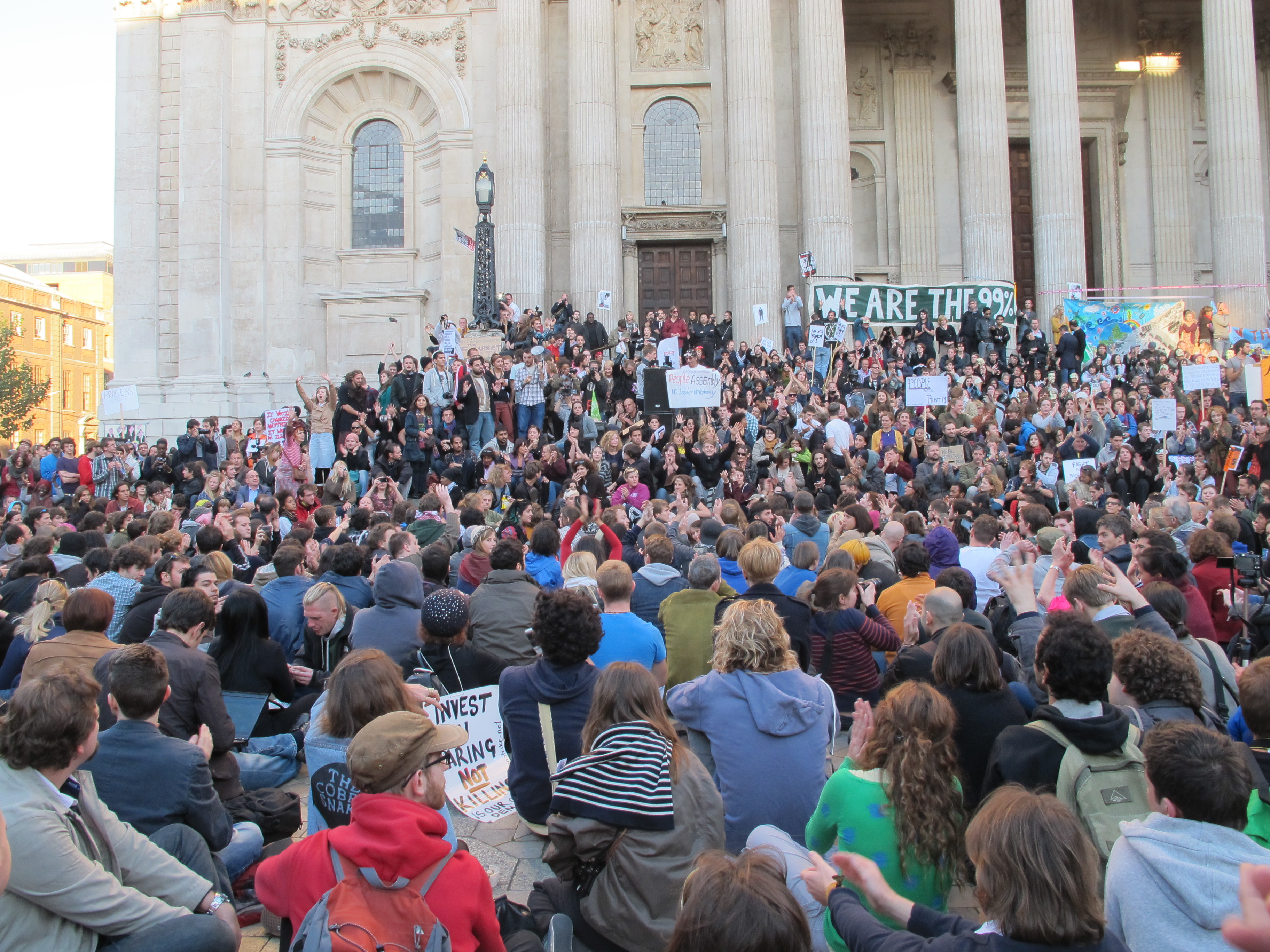
اعتصام لندن في بريطانيا في 15 أكتوبر.

وبالفعل عندما جاء التاريخ المحدد بالخامس عشر من أكتوبر عمَّت المظاهرات قرابة 1,500 مدينة في مختلف أنحاء العالم بينها 100 مدينة في الولايات المتحدة وحدها، ومنها على سبيل المثال واشنطن ورالي وميلووكي ودنفر وأورلاندو وميامي في الولايات المتحدة وتورنتو وهاليفكس وفانكوفر في كندا والمكسيك الجديدة وتيخوانا في المكسيك وسيدني في أستراليا وأوكلاند وويلنغتون وكرايستشيرش في نيوزيلندا ومانيلا في الفلبين وتايبيه في تايوان وطوكيو في اليابان وسيول في كوريا الجنوبية وهونغ كونغ في الصين وكيب تاون وجوهانسبرغ ودوربان في جنوب أفريقيا وأثينا وثيسالونيكي في اليونان وروما وميلانو في إيطاليا ومدريد في إسبانيا ولشبونة في البرتغال وزيورخ في سويسرا وبرلين وهامبورغ ولايبزيغ وأمام البنك المركزي الأوروبي في فرانكفورت في ألمانيا وأمستردام ولاهاي في هولندا وباريس في فرنسا ولندن في بريطانيا، بالإضافة إلى دول أخرى مثل ماليزيا وسنغافورة والبيرو وتشيلي.

## احتجاجات «احتلوا» العالمية

### أمريكا الشمالية

#### الولايات المتحدة
شاركت مدن الولايات المتحدة الأمريكية مشاركة فاعلة في احتجاجات يوم 15 أكتوبر، إذ خرجت يومها المظاهرات في أكثر من 100 مدينة بأنحاء البلاد، بينها مدن واشنطن ورالي وميلووكي ودنفر وأورلاندو وميامي. في اليوم التالي أيضاً خرجت فيها المظاهرات بشكل كبير وكانت الكبرى بين مظاهرات ذلك اليوم، إذ سار حوالي 5,000 متظاهر في نيويورك نحو ميدان التايمز واعتصموا فيه. وفي شيكاغو نصبَ حوالي 2,000 متظاهر خيامهم في حديقة «غراند بارك» بوسط المدينة يوم السبت وأعلنوا بدأهم اعتصاماً مفتوحاً. لكن مع ذلك فقد شنت الشرطة يومها اعتقالات ضد المحتجين في مختلف أنحاء البلاد اعتقل خلالها أكثر من 300 شخص.
في يوم الإثنين 17 أكتوبر تابعَ المتظاهرون في حي المال بمدينة نيويورك اعتصامهم، واحتفلوا بإتمام احتجاجات حركة «احتلوا وول ستريت» شهراً كاملاً منذ بدايتها. تظاهرَ في يوم 22 أكتوبر 500 شخص في مدينة نيويورك احتجاجاً على ما أسموه بـ«بوحشية الشرطة» وتعاملها بقسوة مع الاحتجاجات، غير أن تراجعاً كبيراً لوحظ في أعداد المتظاهرين معَ قدوم فصل الشتاء وانخفاض درجات الخرارة بشكل حاد. وفي 23 أكتوبر فضت الشرطة اعتصاماً لـ1,500 شخص في حديقة «غرانت بارك» بمدينة شيكاغو واعتقلت 130 شخصاً.

#### كندا
في يوم 15 أكتوبر شاركت أكثر من 20 مدينة كندية في الاحتجاجات العالمية، واستمرَّت الاعتصامات بها بعد ذلك التاريخ لفترات، ومن أبرزها مدن تورنتو وفانكوفر وهاليفكس.

### إسبانيا والبرتغال
كانت أضخم مظاهرات يوم 15 أكتوبر العالمية هي في إسبانيا، التي انطلقت فيها المظاهرات كامتداد لحركة الاحتجاجات الإسبانية 2011 واستجابة لدعوات حركة «احتلوا وول ستريت». قدر إجمالي عدد المتظاهرين في أنحاء البلاد خلال اليوم بما لا يَقل عن 1,000,000 متظاهر، بينهم 500,000 في العاصمة مدريد و350,000 في برشلونة و150,000 في زاراغوسا، وقد احتلَّ المحتجون الغاضبون في مدينة مدريد مجدداً ميدان بورتا دل سول كما فعلوا سابقاً وقت احتجاجات 15 مايو.
وبعد إسبانيا تأتي البرتغال في المرتبة الثانية بـ100,000 متظاهر في لشبونة و20,000 في بورتو، والتي جاءت أيضاً كجزء من احتجاجات احتلوا العالمية.

### ألمانيا
شارك عدد قدر بأكثر من 6,000 شخص بالمظاهرات يومَ 15 أكتوبر في العديد من مدن ألمانيا الكبيرة والبارزة، منها مدن برلين وهامبورغ ولايزبيرغ. وفي فرانكفورت اعتصمَ محتجون أمام البنك المركزي الأوروبي ملبين أيضاً دعوات حركة «احتلوا وول ستريت»، وكان شعار وقفتهم هو «لن نبيع مستقبلنا إلى البنك المركزي الأوروبي».

#### بريطانيا
في 15 أكتوبر خرج متظاهرون بحي «سيتي أف لندن» (حي المال) في مدينة لندن البريطانية تحت شعار «احتلوا البورصة» على غرار ما حدث في وول ستريت عندما استهدف المحتجون حي المال بنيويورك، كما تظاهر آخرون في مدن بريطانية عدة منها بريستول وبيرمنغهام وغلاسكو وإدنبرة. وفي اليوم التالي 16 أكتوبر أطلقت حركة «احتلوا لندن» الجديدة فعاليات ثانية في العاصمة البريطانية، إذ أعلنت اعتصاماً مفتوحاً أمام كاتدرائية القديس بولس البارزة في المدينة بدأ بمشاركة 250 محتجاً نصبوا خياماً واعتصموا أمام الكاتدرائية. وبنهاية الأسبوع كان قد بلغ عدد الخيام أمام الكاتدرائية 200 خيمة، وأدى ذلك إلى إلاقها، كما دفعَ المتظاهرين إلى إقامة مخيم جديد في مكان آخر من لندن لتخفيف الضغط عن الأول.

#### إيطاليا
في 15 أكتوبر احتشدَ جمعٌ قدر بـ200,000 متظاهر عبر قلب العاصمة الإيطالية روما محتجين على السياسات الاقتصادية وجشع الشركات في البلاد إثر دعوات حركة «احتلوا وول ستريت» لإقامة احتجاجات عالمية، وشاركتهم في ذلك مدن إيطالية أخرى منها ميلانو على سبيل المثال. لكن سُرعان ما تحولت المظاهرة الحاشدة إلى أعمال شغب واشتباكات عنيفة بين قوات الشرطة والمحتجين، فقذف هؤلاء الشرطة بالزجاجات الحارقة وأضرموا النيران في السيارات وفي مبنى وزارة الدفاع الإيطالية، وردت الشرطة بإطلاق قنابل الغاز المسيل للدموع واستخدام خراطيم المياه. وأوقعت هذه الاشتباكات العنيفة بالمجمل 70 جريحاً ما بين شرطة ومتظاهرين، فيما اعتقل 20 محتجاً على إثرها.

### أستراليا
في 15 أكتوبر شاركت العديد من المدن الأسترالية بالاحتجاجات التي دعت إليها حركة «احتلوا وول ستريت»، بينها مدن في قارة أستراليا نفسها وأخرى في جزيرة نيوزيلاندا، ومن أبرزها مدن سيدني وأوكلاند وويلنغتون وكرايستشيرش. وبعد مظاهرات 15 أكتوبر بدأ محتجو سيدني اعتصاماً مفتوحاً أمام البنك الأسترالي في منطقة مارتن بوسط المدينة، واستمرَّ الاعتصام مدة أسبوع، لكن في صباح يوم الأحد 23 أكتوبر باغتت شرطة مكافحة الشغب المحتجين وهم نيام، فحاولوا تشكيل سلسلة بشرية حول المخيم لحمايته، غير أنها نحجت في فضهم واعتقلت 40 شخصاً منهم. وقد بدأ اعتصام مشابه أيضاً في مدينة ملبورن خلال الأسبوع، لكن الشرطة الأسترالية فضته في يوم 21 أكتوبر واعتقلت 20 متظاهراً.